# Pseudoxantoma elástico
El pseudoxantoma elástico es una enfermedad hereditaria que afecta al tejido conjuntivo y da manifestaciones principalmente en la piel, el ojo y las paredes de los vasos sanguíneos. También recibe el nombre de enfermedad de Grönblad-Strandberg en honor de los médicos suecos Ester Elisabeth Grönblad y James Strandberg.

## Incidencia
Se presenta un caso por cada entre 25 000 y 100 000 nacidos, es más frecuente en el sexo femenino (ratio mujeres: hombres 4:1).

## Herencia
Se transmite entre generaciones según un patrón de herencia variable que puede ser autosómico dominante o autosómico recesivo.

## Causa
Se ha detectado la existencia de una mutación en el gen ABCC6 situado en el brazo corto del cromosoma 16 humano (16p13:1) que origina el mal. Esta mutación provoca la progresiva destrucción y calcificación de las fibras elásticas del tejido conjuntivo, sobre todo de las situadas en la piel, retina y paredes de las arterias.

## Síntomas
Las manifestaciones de la enfermedad pueden afectar a distintos órganos, las más características aparecen en la piel y el ojo. Los primeros síntomas tienen lugar a partir de los 20 años.
- Piel. Aparecen una serie de manchas, en realidad máculas y pápulas de entre 1 y 4 mm de diámetro que confluyen en placas más grandes y le dan a la piel de ciertas zonas un aspecto característico y una consistencia flácida, laxa y arrugada.
- Ojo. El signo inicial es la aparición de una hiperpigmentación moteada a nivel de la retina y estrías angioides por pequeñas roturas en la estructura ocular denominada membrana de Bruch. Posteriormente aparecen complicaciones como hemorragias en la retina que pueden causar perdida de visión.
- Arterias. Se pueden afectar arterias de todo el organismo, por lo que las manifestaciones son muy variadas, entre ellas arterioesclerosis de inicio precoz, hipertensión arterial, aneurismas, claudicación intermitente e infarto agudo de miocardio.